# Exoprosopa fuscula
Exoprosopa fuscula är en tvåvingeart som beskrevs av Mario Bezzi 1924. Exoprosopa fuscula ingår i släktet Exoprosopa och familjen svävflugor. Inga underarter finns listade i Catalogue of Life.